# Fritz Bauer
Fritz Bauer (16. července 1903, Stuttgart – 1. července 1968, Frankfurt nad Mohanem) byl německý právník, soudce a prokurátor, známý především díky podílu na dopadení Adolfa Eichmanna a na uskutečnění Osvětimského procesu.

## Životopis
Fritz Bauer pocházel z židovské rodiny. Vystudoval práva a od roku 1928 pracoval u soudu ve Stuttgartu. Kromě toho byl politicky aktivní v sociálnědemokratické straně. V roce 1933 byl zatčen a uvězněn v koncentračním táboře, ale později byl propuštěn. V roce 1936 emigroval do Dánska. V roce 1949 se vrátil do Spolkové republiky Německo, kde zastával různé funkce v soudnictví. Od roku 1956 až do své smrti byl generálním prokurátorem Hesenska. Ve své funkci se snažil o vybudování demokratického soudnictví a potrestání bývalých nacistických zločinců. V roce 1957 informoval izraelskou tajnou službu Mosad o pobytu Adolfa Eichmanna v Argentině. Pracoval také na obžalobě v tzv. Osvětimském procesu.

## Dílo (výběr)
- BAUER, Fritz. Auf der Suche nach dem Recht. Stuttgart 1966. 252 s.

## Filmy o Fritzi Bauerovi
- Fritz Bauer. Tod auf Raten (dokumentární film, 2010).
- Fritz Bauer. Gespräche, Interviews und Reden aus den Fernseharchiv 1961–1968 (2014).
- Der Staat gegen Fritz Bauer (česky Stát vs. Fritz Bauer, 2015).
- Die Akte General (2016).